# Arley (Cheshire)
Arley – wieś w Anglii, w hrabstwie ceremonialnym Cheshire, w dystrykcie (unitary authority) Cheshire East.
Wieś Arley słynie głównie z Arley Hall, czyli domu rodziny Ashbrook oraz otaczających go ogrodów.